# Kismet (1943)
Kismet (Hindi किस्मत kismat) ist ein Hindi-Film von Gyan Mukherjee aus dem Jahr 1943. Er war der erfolgreichste indische Film der 1940er Jahre.

## Handlung
Der Taschendieb Shekhar wird bereits zum dritten Mal aus dem Gefängnis entlassen und geht wieder seiner alten Beschäftigung nach. Er befreundet sich mit einem alten Mann, dem einst ein Theater gehörte und der Vater der bekannten Sängerin Rani ist. In einem Anfall von Gier hatte er sie bis zur Erschöpfung tanzen lassen und sie damit zum Krüppel gemacht. Jetzt ist sie angestellt und steht in der Schuld von Indrajit, dem neuen Besitzer des Theaters.
Shekhar versucht, den Schmuck von Indrajits Frau zu stehlen und wird dabei von der Polizei überrascht. Auf der Flucht versteckt er sich in dem Haus von Rani. Sie verlieben sich ineinander und Shekhar erweckt in Rani eine neue Lebenslust und neue Energie für ihre Karriere, die momentan im Tiefpunkt steht. Shekhar will das Geld aufbringen, um Rani von ihrer Behinderung heilen zu lassen.
Als Rani eines Tages eine von Shekhar bei Indrajit gestohlene Halskette trägt, kommt es schließlich zu Shekhars Festnahme. Er entkommt der Polizei wieder. Rani ist todunglücklich, worauf Shekhar seine Tat bereut. Zur Wiedergutmachung beschließt er nur noch eine Straftat für Rani zu begehen. Er bricht erneut in Indrajits Haus ein und stiehlt Geld, welches für Ranis Behandlung benötigt wird. Danach verschwindet er aus ihrem Leben.
Shekhar wird vom Gesetz eingeholt. Blind vor Wut hat Indrajit die Polizei auf ihn gehetzt und Shekhar sitzt wieder im Gefängnis. Er entgeht seiner Strafe, weil sich bei der Gerichtsverhandlung herausstellt, dass Shekhar Indrajits lange verschollener Sohn ist. Sein „neuer“ Bruder Mohan darf Ranis Schwester Lila heiraten, die er geschwängert hatte.
Zum Ende sind alle Protagonisten in der Familie des Patriarchen Indrajit glücklich vereint.

## Musik
| Songtitel                                      | Sänger/in |
| ---------------------------------------------- | --------- |
| Door Hato O Duniyawalon Hundustan Humara Hai   |           |
| Aaj Himalay Ki Choti Se Phir Humne Lalkara Hai |           |
| Ghar Ghar Mein Diwali Hai                      |           |
| Ab Tere Siva Haun Mera Krishna Kanhiaya        |           |
| Papiya Re Mere Piya Se Kehdo                   |           |
| Mera Bulbul                                    |           |

Die Liedtexte zur Musik von Anil Biswas schrieb Pradeep. Sänger sind Parul Ghosh, Arun Kumar und Mumtaz Shanti.

## Hintergrund
Für den Produzenten Sashadhar Mukerji war Kismet nach Kangan (1939), Bandhan (1940), Jhoola (1941) und Naya Sansar (1941) der fünfte große kommerzielle Erfolg in Folge. Der sich nach dem Tod Himansu Rais entwickelnde Streit zwischen Devika Rani und Sashadhar Mukerji um die Führung der Produktionsfirma Bombay Talkies eskalierte damit völlig. Sashadhar und seine Produktionseinheit um den Regisseur Gyan Mukherjee brachen aus und er gründete von den Gewinnen aus Kismet die eigene Produktionsgesellschaft Filmistan.
Eine zeitgenössische Kritik im Februar 1943 in der Zeitschrift „Filmindia“ verurteilte den Film als Nachahmung von John Cromwells Algiers aus dem Jahr 1938 und hielt die Verherrlichung des Verbrechens für einen schlechten Einfluss auf die jüngere Generation.
Kismet lief 192 Wochen ununterbrochen im selben Kino in Kolkata – ein Rekord, der erst 32 Jahre später von Sholay gebrochen wurde.